# スティーブ・ニールセン
スティーブ・ニールセン（Steve Nielsen, 1964年7月2日 - ）は、イングランド出身のスポーツディレクター、コンサルタント。モータースポーツの管理職を歴任し、後年はF1グループや国際自動車連盟 （FIA）の要職を務めた。

## 経歴
1985年に学校を卒業した後、妹が警察に就職していたこともあり、エセックスのワンステッドにある警察訓練学校での教育課程を過ごすも、11か月後には適合しないことに気づき中退。
1986年、友人がF1にサービスを提供する会社(ジョン・ブレイシーが共同設立した MSLケータリング)に勤めていたこともあり、同社クルーのバンドライバーとしてモーターレースのキャリアをスタートさせた。
ニールセンはすぐにF1関係者と知り合うようになり、1986年末にはチーム・ロータステストチームのトラックドライバーとしての仕事を提供された。
チームのボスは、ベアトリス・ローラから移籍したばかりのチームマネージャー、ルパート・マンワリングでこの時から長期的な彼との関係がスタートする。
1988年、ニールセンはレーシングチームに参加し、1989年にはスペアパーツ部門コーディネーターになった。
1991年、マンワリングに同行し、ニールセンは同じ役割のスペアパーツ部門コーディネーターでティレルに移り、1994年にアシスタント・チーム・マネージャーに任命された。
1995年、ベネトンからのオファーを受け、2か月間同チームに在籍するも、マンワリングからの要請を受けて、ティレルに戻る。
コマーシャルディレクターとして、ハーベイ・ポスルスウェイトとともにチーム役員を勤めるマンワリングをサポートして、チームディレクターを引き継ぐよう要請された。
1997年末にティレルチームの売却が決まった後も、ブリティッシュ・アメリカン・レーシング（B・A・R）の資金提供でなされた、1998年のティレルチームの最終戦まで、ニールセンはチームディレクターを務めチームのレースへの参加を指揮した。
また、同年、1998年に起動していたポスルスウェイトの「ティレルコンストラクター部門救済プロジェクト」の中心人物の一人として動き、救済者としての大きな期待を受けたホンダへの働きかけとして、ホンダレーシング(HRD：1998.05.08設立)にチームマネージャーとして所属し、ティレル027 = RA099の開発に参加した。HRDのテクニカルディレクターだったポスルスウェイトの死後、マンワリングがその責任者を継承し、ホンダの判断でその作戦が中断されたとき、ニールセンは1999年後半にチームプリンシパルになるためにアロウズに移った。
2000年、ベネトンからのスポーツ・ディレクター就任要請を承ける。1993年からのティレルのレースエンジニアでホンダF1によるF1参戦計画で一緒だったティム・デンシャムがチーフデザイナーで同行した。これは「ティレルコンストラクター部門救済プロジェクト」の中心人物の一人マイク・ガスコインのベネトンへのフォンドテックによる空力サポートがスタートする直前のことであった。
チームが結果を出しルノーに引き継がれた後もチームに留まり、ルノーでは、10年近くスポーティングディレクターとして過ごし、2011年、ロータス・ルノーGPに引き継がれる時期に辞職。
2012年、ケータハムでスポーティングディレクターとして在籍した後、2013年初頭にトロ・ロッソに加入。
2014年12月から2017年7月まで、ウィリアムズのスポーティングディレクター。
2017年8月1日、フォーミュラワン・グループ(FOM:Formula One Management)のスポーティングディレクターとして新たな役割を開始。
2023年1月18日にFIA（国際自動車連盟）のスポーティングディレクターに就任するも、年内限りで辞任した。
2025年7月にアルピーヌF1チームと契約し、9月付で8年ぶりにモータースポーツ現場復帰。